# Ammodramus
Ammodramus is een geslacht van vogels uit de familie van de  Amerikaanse gorzen. Het geslacht telt 3 soorten.

## Soorten
- Ammodramus aurifrons  – Geelwanggors
- Ammodramus humeralis  – Graslandgors
- Ammodramus savannarum  – Sprinkhaangors